# Harald Salomon
Harald Salomon (* 8. Mai 1900 in Kristiania, heute Oslo; † 10. September 1990) war ein  jüdischer Bildhauer, Medailleur und Designer.

## Leben
Seine Ausbildung erhielt er als Lehrling von 1916 bis 1919 bei A. Bundgaard. Danach war er beschäftigt bei Viggo Brandt und von 1921 bis 1922 bei C.V. Aagaard. Seit Mai 1922 besuchte er die Königlich Dänische Kunstakademie Kopenhagen. 1925 wurde er Assistent an der Königlichen Münze Dänemarks in Kopenhagen (Dansk Mønt), 1927 deren Untermedailleur, von 1933 bis 1968 deren Chefmedailleur, mit einer Unterbrechung im Zweiten Weltkrieg, in jener Zeit der deutschen Besetzung Dänemarks. Er floh 1943 über den Öresund nach Schweden und wurde Designer in Stockholm in Rörstrands Porzellanfabrik.
Er verstarb am 10. September 1990.

## Werke
- Harald Salomons Arbeit schloss ein die Herstellung dänischer Münzen und offizieller dänischer Staatsmedaillen.
- Als Medailleur der Königlichen Münze schuf er auch die Jubiläumsmedaillen der Königlichen Familie Dänemarks.[3]
- Die Entwicklungshilfe Medaille von 1962 ist hier abgebildet: 1962 Bronzemedaille Entwicklungshilfe Dänemarks

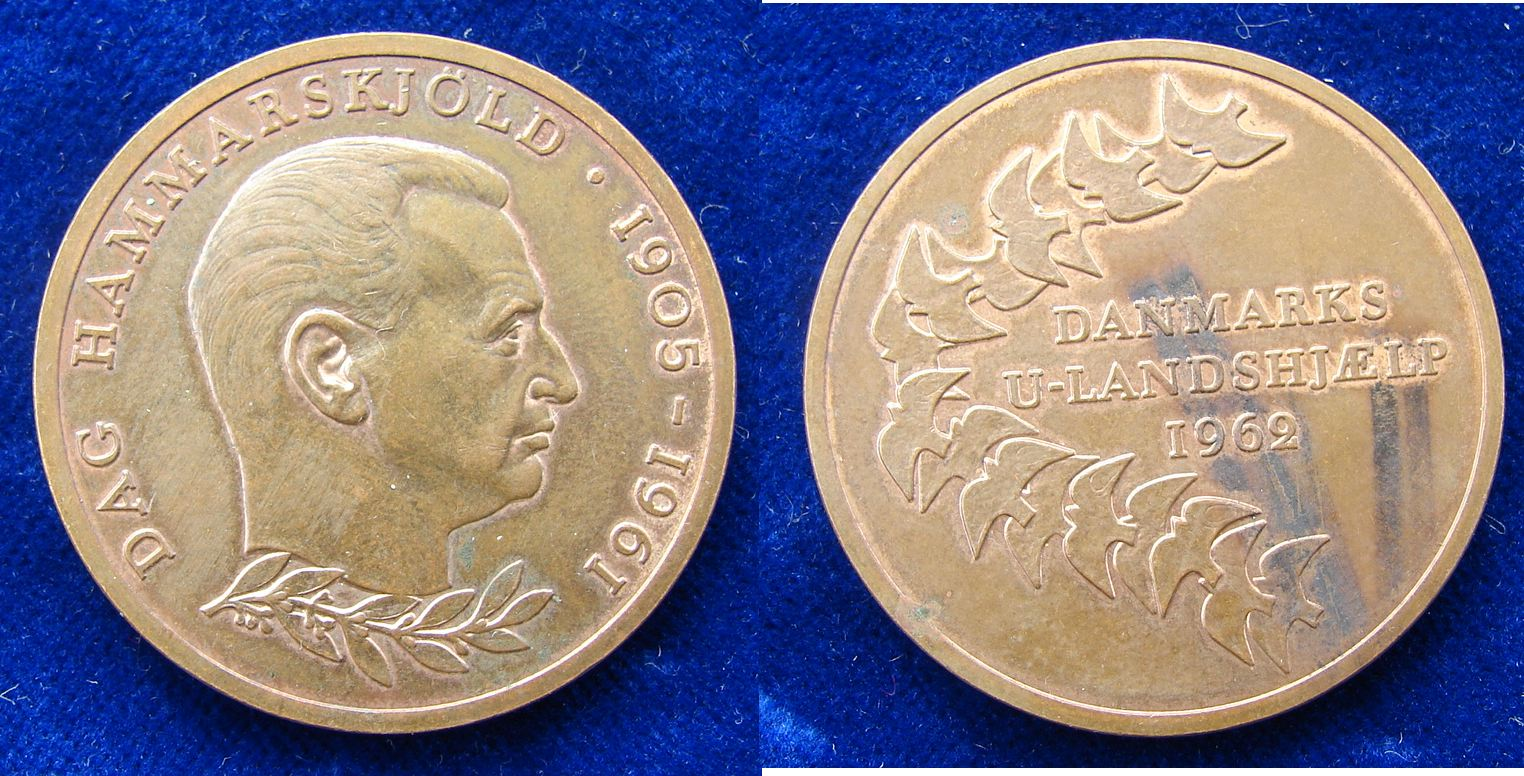
1962 Bronzemedaille Entwicklungshilfe Dänemarks

- Im schwedischen Exil von 1943 bis 1945 war er Porzellandesigner.[4]